# سیارک ۴۵۲۱
سیارک ۴۵۲۱ (به انگلیسی: 4521 Akimov، نامگذاری:1979FU2) چهار هزار و پانصد و بیست و یکمین سیارک کشف شده‌است که در ۲۹ مارس ۱۹۷۹ کشف شد.
قدر مطلق سیارک برابر ۱۱٫۵۰ است.